# Ut sive sollicite
Ut sive sollicite è un'istruzione della Segreteria di Stato della Santa Sede del 31 marzo 1969, scritta in latino, firmata dal cardinale Amleto Giovanni Cicognani, durante il pontificato di Paolo VI, concernente le vesti, i titoli e le insegne dei Cardinali, dei Vescovi e degli altri prelati di ordine minore. È contenuta all'interno degli Acta Apostolicae Sedis, numero 61.

## Disposizioni
Nel documento vengono disposte le nuove indicazioni nel seguente modo:
- Prima Parte - Sull'abbigliamento
  - A) Per i Cardinali
  - B) Per i Vescovi
  - C) Per i Prelati di ordini minori
- Seconda Parte - Titoli e Insegne
- Terza Parte - Disposizioni aggiuntive

### Abbigliamento
Per quanto riguarda l'abbigliamento, vengono aboliti:
- Per i Cardinali:
  - il cappuccio dalla mozzetta;
  - la mantelletta;
  - il risvolto delle maniche nella veste talare;
  - la fascia con le nappe;
  - il tabarro rosso;
  - il galero rosso;
  - il saturno rosso;
  - le scarpe e le fibbie rosse;
  - le fibbie argentate su scarpe nere.
- Per i Vescovi:
  - il cappuccio dalla mozzetta;
  - la mantelletta;
  - la fascia con le nappe;
  - il tabarro paonazzo;
  - le fibbie argentate su scarpe nere;
  - la veste talare propria per i vescovi provenienti da Ordini religiosi.
- Per i Prelati di ordini minori:
  - Per i Prelati Superiori dei Dicasteri della Curia Romana non insigniti della dignità episcopale, gli Uditori della Sacra Rota Romana, il Promotore Generale di Giustizia e il Difensore del Vincolo del Supremo Tribunale della Segnatura Apostolica, i Protonotari Apostolici di numero, i Chierici della Camera Apostolica e i Prelati dell'Anticamera Pontificia:
    - la fascia con le nappe;
    - le calzature di colore paonazzo;
    - le fibbie sopra le scarpe.

  - Per Protonotari Apostolici soprannumerari e i Prelati d'Onore di Sua Santità:
    - la mantelletta paonazza;
    - la fascia di seta con le nappe;
    - le calzature di colore paonazzo;
    - le fibbie sulle scarpe;
    - il fiocco rosso sulla berretta
    - il ferraiolone di colore paonazzo (viene abolito solo per i Prelati d'Onore di Sua Santità, mentre rimane in uso per i Protonotari Apostolici soprannumerari).

  - Per i Cappellani di Sua Santità:
    - la talare di colore paonazzo;
    - il mantellone di colore paonazzo;
    - la fascia ornata con i fiocchi;
    - le fibbie sulle scarpe.

### Titoli e Insegne
Per quanto riguarda i titoli non vi è alcuna abolizione, mentre per le insegne vengono rimossi:
- il bastone pastorale e la mitria dagli stemmi di Cardinali, Vescovi e Prelati minori.
- i ritratti dei Cardinali dal lato della controfacciata della chiesa su cui insiste il loro Titolo o la loro Diaconia.